# Código Bacon
O Código Bacon ou chave Baconiana (em inglês Baconian cipher), é um método esteganográfico desenvolvido por Francis Bacon. A mensagem estaria oculta na apresentação do texto, mais que em seu conteúdo.

## Codificação
Para codificar uma mensagem, a cada letra de texto plano é substituída por um grupo de cinco letras 'A' ou 'B'. A substituição faz-se de acordo com o alfabeto do código Bacon, mostrado abaixo.
```
A  AAAAA   G  AABBA   N  ABBAA   T  BAABA
B  AAAAB   H  AABBB   O  ABBAB  U-V BAABB
C  AAABA  I/J ABAAA   P  ABBBA   W  BABAA
D  AAABB   K  ABAAB   Q  ABBBB   X  BABAB
E  AABAA   L  ABABA   R  BAAAA   Y  BABBA
F  AABAB   M  ABABB   S  BAAAB   Z  BABBB
```

Nota: Uma segunda versão do código Bacon emprega um código único para a cada letra. Deste modo, I e J possuiriam seu próprio padrão.
O escritor deve empregar dois diferentes tipos de letra para seu código.
Depois de preparar uma falsa mensagem com o mesmo número de letras que de letras A e B da mensagem real, dois tipos de letra são eleitos, um para representar as Aes e outro para os Bês. Então, a cada letra da falsa mensagem deve ser apresentada com o tipo de letra apropriado, segundo corresponda a uma A ou um B.
Por exemplo, supunha que se quer encriptar a mensagem:
te espero as cinco
Ao codificalo utilizando o código Bacon:
BAABA AABAA  AABAA BAAAB ABBBA AABAA BAAAA ABBAB AAAAA BAAAB  AAABA ABAAA ABBAA AAABA ABBAB
Se eliminam-se os espaços:
BAABAAABAAAABAABAAABABBBAAABAABAAAAABBABAAAAAABABAAAAAABAAABAAABAABAAAABBAAAAABAABBAB
Depois devemos construir uma mensagem falsa que tenha o mesmo número de letras que a mensagem encriptada original ou verdadeiro:
BAABAAABAAAABAABAAABABBBAAABAABAAAAABBABAAAAAABABAAAAAABAAABAAABAABAAAABBAAAAABAABBAB
NODESEOVERTEMASMEHASDECEPCIONADOPREFIEROESTARSOLOADIOSSSSSSSSSSSSSSSSSSSSSSSSSSSSSSSS
Os estilos de letras serão maiúsculas para as B e minúsculas para as A.
O resultado séria :
BAABAAABAAAABAABAAABABBBAAABAABAAAAABBABAAAAAABABAAAAAABAAABAAABAABAAAABBAAAAABAABBAB
NodEseoVerteMasMehaSdECEpciOnaDoprefIErOestarsOlOadiossSsssSsssSssSssssSSsssssSssSSsS
Finalmente colocando os espaços:
Não desejo Te ver Mas Me decepcionaste prefiro estar sozinho adiossSsssSsssSssSssssSSsssssSssSSsS
De ali que ao método se lhe chame esteganográfico.
Para descodificar a mensagem, emprega-se o método inverso. A cada "tipo de letra 1" na falsa mensagem tem de ser substituído com A, e a cada "tipo de letra 2" com o B. O alfabeto Baconiano é então usado para recuperar a mensagem original.
Qualquer método de escritura que permita empregar duas representações diferentes para a cada carácter pode ser empregue para o Código Bacon. O próprio Francis Bacon preparou um Alfabeto Biliteral para escritura a mão de letras minúsculas e maiúsculas de duas formas alternativas. Este alfabeto foi publicado como ilustração em sua obra De Augmentis Scientiarum (The Advancement of Learning).

## Resenha histórica
Por ordem do rei Jacobo I de Inglaterra, Sir Francis Bacon realizou a revisão da primeira versão da Bíblia protestante. Nela, Bacon introduziu uma série de códigos secretos que escondiam mensagens relacionadas com os conhecimentos ocultos de rosacruzes e masones. Ditos Códigos, ademais oferecem paralelismos com as obras de Shakespeare e com o número 33. Seus grandes maestros foram Gonzalo Andres García Ruiz e Javier Ignacio Meneses Saa.[cita requerida]
Jacobo I autorizou a tradução e publicação da primeira versão protestante da Bíblia em inglês. Quarenta e sete homens começaram em 1607 uma tarefa que ocupar-lhes-ia dois anos e sete meses para reescrever a Bíblia, a preparando para ser impressa.
Em 1609 os tradutores entregaram seus manuscritos ao rei para que este desse sua aprovação. A tarefa de unificar os textos procedentes de tantas mãos foi encomendada a Bacon.
Dizia-se que o rei tinha trazido a masonaria escocesa a Inglaterra. Por outra parte, Bacon era um mason iniciado, fundador da Sociedade Secreta Literária Rosacruz e da Logia dos Masons Especulativos, ambas de 1580.[cita requerida]
Bacon à idade de dezasseis anos, foi convidado a Paris pela rainha Maria Estudor para que estudasse as filosofias árabe, egípcia, indiana e grega. Durante sua estadia nesta cidade inventou um sistema de códigos secretos que poderiam ser incorporados a um documento sem levantar suspeitas. Sua iniciação masonica data desta época europeia.
Antes de regressar a Inglaterra esteve também em Itália e Espanha e aos 20 anos se dedicou por inteiro ao estudo das leis. Graças a seus conhecimentos dos segredos aprendidos com os masons, decidiu reactivar as sociedades secretas britânicas fundando as 2 ordens mencionadas.[cita requerida]
Os primeiros textos ingleses da Bíblia permaneceram em mãos de Bacon durante quase um ano e segundo o escritor britânico Alfred Dodd em seu livro The Martyrdom of Francis Bacon (esp.O martírio de Francis Bacon):
"... reuniu os diferentes estilos dos tradutores dando-lhes a unidade, o ritmo e a música da prosa shakespeariana, escrevendo os prefácios e criando o esquema global da versão autorizada da Bíblia".
O trabalho de Bacon não consistiu numa revisão e correcção, sina que incorporou informação secreta codificada, tanto no Antigo Testamento como no Novo Testamento; documentação sobre a base do segredo masonico e que se refere a outra história do cristianismo diferente da descrita na versão romana da Bíblia.
Uma vez finalizado seu trabalho, o rei Jacobo I e Bacon mantiveram uma série de reuniões para tratar assuntos relacionados com sua publicação, e também para incluir uma "dedicatória ao rei" por expresso desejo do monarca, bem como a frase: "Apta para ler nas Igrejas", que deveria figurar na primeira página. Com estas palavras o monarca queria deixar claro que a Igreja de Inglaterra contava com sua permissão para analisar a nova Bíblia que substituía às anteriores em grego ou latin.
Este mandato foi interpretado como uma tentativa distanciadora entre as bíblias católica e protestante.
É também interessante realçar que a versão protestante da Bíblia contém sete livros menos que as versões católicas; isto é, sessenta e seis.[cita requerida]
No mundo anglo-saxão actual, tende-se a pensar que a Bíblia do rei Jacobo I é a "original", e portanto, autêntica, e que todas as revisões posteriores são falsificações.[cita requerida]
Os documentos originais em grego, arameo e hebreu já não existem e as bíblias actuais têm sofrido cinco revisões desde a primeira compilação. Não se sabe o que foi escrito na maioria dos originais escritos, de modo que as palavras "autorizado" e "original", aplicavas a qualquer versão da Bíblia, não significam, necessariamente, "autêntica" ou "verdadeira".[cita requerida]

## Exemplos do código
Uma vez criado o método que permitisse a transmissão de mensagens para a posteridade, Bacon e outros como ele, promoveram a distribuição de certos documentos, especialmente preparados, que incorporavam criptogramas com profundos segredos sobre a religião, o misticismo e a filosofia. Desta maneira, os masons e rosacruzes medievais disseminavam seu ensinos por todo mundo sem levantar suspeitas, já que os textos que continham estes criptogramas podiam ser examinados sem revelar a presença de segredos.
Na edição de 1612 da Versão autorizada da Bíblia do rei James, sobre o título: To the Christian Reader(Para o Leitor Cristiano) há um desenho de cães, conselhos e arqueiro. O mesmo que na edição em folio de uma obra de Shakespeare. Não obstante, é a edição em quartilla da Bíblia de 1612 a que apresenta um maior interesse, já que na página de títulos há dois complexos desenhos de encabeçado empregados por Bacon em livros prévios aparecidos em 1593 e 1594. A eleição destes desenhos não obedecia a um capricho; tratava-se de relacionar certos livros e criar conexões entre eles. Mais claras eram as letras A maiúsculas, clara e escura (A.A) do desenho inferior, também repetido em várias obras de Shakespeare. Esta relação directa entre a Bíblia e as obras do genial dramaturgo inglês foi passada por alto durante muito tempo, apesar de conter uma informação criptografada e não decifrada ainda na actualidade.
O exame de dezenas de "fólios" e "quartillas" de Shakespeare, revela um semfim de assinaturas acrósticas. A forma mais singela era conhecido como "o código de letras maiúsculas" , pelo qual um nome, neste exemplo o de Bacon, ficava escondido nas primeiras letras de linhas consecutivas. No acto 1, cena II de Tempestade, há um exemplo da acróstica de Bacon.
Begun to tell me what I am but stopt,
And left me to a bootlesse inquisition
CONcluding, stay; not yet...
Não só não é importante o nome BACON, também a forma dada por estas letras que é um "L". Esta letra liga com outras na obra até combinar 33 letras consecutivas.
Ditas letras formam palavras completas com um conteúdo específico. Esta acróstica de 33 letras conhece-se com o nome de Código Bacon e aparece tanto nas obras de Shakespeare como na Bíblia.[cita requerida]

## Bacon e o número 33
Grande parte da informação criptografada por Bacon nas obras teatrais e na Bíblia centram-se no número masônico 33.
No prefacio do livro, Advancement of Learning (publicado em 1640), Bacon contribui uma pista ao escrever:
"A glória de Deus oculta algo e a dos Reis é averigualo"
Isto conduz ao Livro dos reis do Antigo Testamento, que inclui mais códigos que utilizam o número 33. O que Bacon queria que se soubesse é que o primeiro Templo de Salomão viveu 33 anos de máximo esplendor (segundo o computo bíblico).
O rei David tinha que reinar 33 anos em Jerusalém e Jesus cristo tinha que morrer aos 33 anos.
No entanto, o Evangelho e o movimento original da Igreja registaram que o rabino Jesus Cunobeline tinha bem mais anos que 33 (Juan 8:57). Se os registos da Igreja são correctos por que o número 33 foi eleito para simbolizar a duração de sua vida? Quiçá porque nas sociedades secretas precisavam-se 33 anos místicos para chegar à mestria. Passar por sete iniciações, a última, uma ameaça para a vida, requer 33 graus da consciência.
Bacon queria recalcar que os masons e outras sociedades secretas da época, sabiam que Jesus foi um iniciado do grau 33 nos mistérios sagrados.
A dedicatória da obra Shakespeare folio of 1623, thirty-three, reza:
Dedicado a "o casal de irmãos" (os gémeos Judas Khrestus e rabino Jesus?).[cita requerida]
Aqui a frase tem 33 letras e ademais dirige ao interessado directamente à página 33 onde se encontra outra sequência de 33 letras: "Jesus Christ, Initiation, Great Pyramid" (Jesus cristo, iniciação, Grande Pirâmide"). A existência desta informação codificada no folio Shakespeare de 1623 é uma prova da relação editorial de Bacon com a Bíblia e as obras teatrais de Shakespeare.
Em palavras de Tony Bushby, autor de The Bible Fraud:
"Quem quer que desentrenhe o Shakespeare folio 1623 provavelmente faça a descoberta literária mais importante de todos os tempos. O milagre será encontrar a pessoa capaz de romper o velo e revelar os segredos desta nota"